# Noureddine Morceli
Noureddine Morceli (arabisch نور الدين مرسلي, DMG Nūr ad-Dīn Mursalī; * 28. Februar 1970 in Ténès, Provinz Chlef) ist ein ehemaliger algerischer Mittelstreckenläufer. Er wurde einmal Olympiasieger und dreimal Weltmeister.

## Biografie
Seinen ersten internationalen Erfolg konnte Morceli 1988 bei den Juniorenweltmeisterschaften feiern, wo er über 1500 Meter die Silbermedaille gewann. 1990 stellte er mit 3:32,60 Minuten die Jahresweltbestzeit auf. Seine Dominanz setzte er auch 1991 fort, als er am 28. Februar in Sevilla einen Hallenweltrekord aufstellte (3:34,16 min). Nur gerade neun Tage später gewann er auf der gleichen Bahn Gold bei den Hallenweltmeisterschaften 1991 über dieselbe Distanz. In die Weltmeisterschaften in Tokio ging Morceli bereits als haushoher Favorit und gewann souverän.
Anfang 1992 lief Morceli mit 2:15,26 Minuten einen weiteren Hallenweltrekord über 1000 Meter. Dass Morceli bei den Olympischen Spielen in Barcelona über 1500 Meter gewinnen würde, schien im Vorfeld außer Frage zu stehen. Doch im Finale wurde erstaunlich langsam gelaufen; bei der 800-Meter-Zwischenzeit waren die Männer sogar langsamer als die Frauen. Dies war überhaupt nicht das Tempo, das Morceli behagte. Auf der Zielgeraden war er nicht mehr in der Lage zu beschleunigen und wurde nur enttäuschender Siebter. Er konnte diese Enttäuschung rasch überwinden und lief einige Wochen später mit 3:28,86 min einen Freiluftweltrekord.
Bei den Weltmeisterschaften 1993 in Stuttgart begann der 1500-Meter-Lauf ebenfalls ziemlich langsam. Doch diesmal konnte Morceli das Rennen kontrollieren und deklassierte das Feld mit einer Schlussrunde von 50,6 Sekunden. Im selben Jahr stellte er mit 3:44,39 min einen Weltrekord im Meilenlauf auf. Im selben Jahr wurde er von der französischen Sportzeitung L’Équipe zum Weltsportler des Jahres gewählt.
1994 holte er sich mit 7:25,11 min den Weltrekord über 3000 Meter. Angespornt durch die deutliche Steigerung von Moses Kiptanuis Bestmarke beschloss er auch den Weltrekord Haile Gebrselassies über 5000 Meter zu attackieren. In 13:03,85 min scheiterte er deutlich, jedoch versetzte er die Leichtathletikwelt mit einer Schlussrunde von 51,97 Sekunden erneut in Erstaunen. Ein Jahr später lief er innerhalb von neun Tagen zwei weitere Weltrekorde: Zunächst unterbot er Saïd Aouitas Rekord im 2000-Meter-Lauf in 4:47,88 min, danach seine eigene Bestmarke über 1500 Meter in 3:27,37 min. Bei den Weltmeisterschaften in Göteborg verteidigte er seinen Weltmeistertitel erfolgreich.
In die Olympischen Spiele 1996 in Atlanta ging Morceli als Favorit für die 1500-Meter-Strecke. Nachdem sein größter Konkurrent Hicham El Guerrouj eingangs der letzten Runde stürzte, gewann Morceli überlegen. Bei den Weltmeisterschaften 1997 in Athen wurde Morceli lediglich Vierter, 1999 in Sevilla gab er das Rennen vor der letzten Runde auf. Sein letztes Rennen lief Morceli bei den Olympischen Spielen 2000 in Sydney, wo er jedoch keine Medaille gewinnen konnte.
Noureddine Morceli war von 1997 bis 2002 mit der Schweizer Langstreckenläuferin Patricia Morceli (* 1974) verheiratet. Er wurde von seinem älteren Bruder Abderrahmane Morceli trainiert, der bei den Afrikameisterschaften 1979 in Dakar die Silbermedaille im 1500-Meter-Lauf gewann.

## Persönliche Bestzeiten
- 800 m: 1:44,79 min, 29. Juli 1991, Annaba
- 1000 m: 2:13,73 min, 2. Juli 1993, Villeneuve-d’Ascq
  - Halle: 2:15,26 min, 22. Februar 1992, Birmingham
- 1500 m: 3:27,37 min, 12. Juli 1995, Nizza
  - Halle: 3:34,16 min, 28. Februar 1991, Sevilla
- 1 Meile: 3:44,39 min, 5. September 1993, Rieti
  - Halle: 3:50,70 min, 20. Februar 1993, Birmingham
- 2000 m: 4:47,88 min, 3. Juli 1995, Paris
- 3000 m: 7:25,11 min, 2. August 1994, Monaco
- 5000 m: 13:03,85 min, 17. August 1994, Zürich

## Auszeichnungen
2013: Aufnahme in die IAAF Hall of Fame